# Brachystegia kennedyi
Brachystegia kennedyi  es una especie de árbol perteneciente a la familia de las fabáceas.  Forma una parte importante de los bosques de miombo. Esta  especie  se encuentra en África tropical.

## Descripción
Es un árbol que alcanza un tamaño de 30-50 (o más) m de altura; abarcandi 1-2 m de diámetro, 7 m de circunferencia encima de contrafuertes a 5 m del suelo; fuste recto, cilíndrico, ramificado de 9-18 m.

## Ecología
Se encuentra en algunas zonas de selva alta;  bosque de rebrote; bosque caducifolio; ampliamente distribuido en la siempre verde selva tropical con precipitaciones por lo menos 1260 mm por año (S Nigeria).
Es una especie muy parecida a Daniellia ogea.

## Distribución
Se distribuye por Nigeria.

## Taxonomía
Brachystegia kennedyi fue descrita por Arthur Clague Hoyle y publicado en Bulletin du Jardin Botanique de l'État à Bruxelles 25: 183, f. 44. 1955.